# Kärneri
Koordinaten: 58° 30′ N, 23° 7′ O
Kärneri ist ein Dorf (estnisch küla) auf der größten estnischen Insel Saaremaa. Es gehört zur Landgemeinde Saaremaa (bis 2017: Landgemeinde Pöide) im Kreis Saare.

## Beschreibung
Das Dorf hat 71 Einwohner (Stand 31. Dezember 2011).
Auf dem Gebiet des Ortes befindet sich heute der alte Friedhof der Kirchengemeinde von Tornimäe.